# Hiroki Kishida
Hiroki Kishida (岸田 裕樹 Kishida Hiroki?, nacido el 7 de junio de 1981 en Hyogo) es un exfutbolista japonés. Jugaba de delantero y su último club fue el Fagiano Okayama de Japón.

## Trayectoria

### Clubes
| Club            | País  | Año         |
| --------------- | ----- | ----------- |
| Vissel Kobe     | Japón | 2004        |
| YKK AP          | Japón | 2005 - 2006 |
| Vissel Kobe     | Japón | 2007 - 2009 |
| Fagiano Okayama | Japón | 2010 - 2011 |

## Estadística de carrera

### J. League
| Club            | Año   | J. League | J. League | Copa J. League | Copa J. League | Total | Total |
| Club            | Año   | Part.     | Goles     | Part.          | Goles          | Part. | Goles |
| --------------- | ----- | --------- | --------- | -------------- | -------------- | ----- | ----- |
| Vissel Kobe     | 2004  | 0         | 0         | 1              | 0              | 1     | 0     |
| Vissel Kobe     | 2007  | 5         | 0         | 4              | 0              | 9     | 0     |
| Vissel Kobe     | 2008  | 9         | 0         | 3              | 0              | 12    | 0     |
| Vissel Kobe     | 2009  | 7         | 0         | 0              | 0              | 7     | 0     |
| Fagiano Okayama | 2010  | 33        | 5         | -              | -              | 33    | 5     |
| Fagiano Okayama | 2011  | 30        | 3         | -              | -              | 30    | 3     |
| Total           | Total | 84        | 8         | 8              | 0              | 92    | 8     |